# Condrea (Vaslui)
Condrea es una localidad rumana de la comuna de Lunca Banului, en el condado de Vaslui.

## Historia
Hacia finales del siglo XIX la localidad, que ya por entonces pertenecía a la comuna de Lunca-Banului, en el antiguo condado de Fălciu, tenía contabilizada una población de 30 habitantes.
En la segunda mitad del siglo XX la localidad había pasado a formar parte del condado de Vaslui. En el censo de 2021 la localidad tenía una población de 32 habitantes.